# Субрегіони Америки (ООН)
Геосхема ООН — система, за якою країни світу утворюють макрогеографічні регіональні та субрегіональні групи. Цю систему розробив Статистичний відділ ООН ґрунтуючись на системі кодування UN M.49.

## Латинська Америка і Кариби

### Південна Америка
| - Аргентина - Болівія - Бразилія - Чилі - Колумбія | - Еквадор - Фолклендські Острови - Французька Гвіана - Гаяна - Парагвай | - Перу - Суринам - Уругвай - Венесуела |

### Кариби
| - Ангілья - Антигуа і Барбуда - Аруба - Багамські Острови - Барбадос - Карибські Нідерланди | - Британські Віргінські Острови - Кайманові Острови - Куба - Кюрасао - Домініка - Домініканська Республіка | - Гренада - Гваделупа - Гаїті - Ямайка - Мартиніка - Монтсеррат | - Пуерто-Рико - Сен-Бартелемі - Сент-Кіттс і Невіс - Сент-Люсія - Сінт-Мартен | - Сент-Вінсент і Гренадини - Тринідад і Тобаго - Острови Теркс і Кайкос - Американські Віргінські Острови |

### Центральна Америка
| - Беліз - Коста-Рика - Кліппертон - Сальвадор - Гватемала | - Гондурас - Нікарагуа - Панама - Мексика |

## Північна Америка
- Бермудські Острови
- Канада
- Гренландія
- Сен-П'єр і Мікелон
- США